# Krasnobirka
Krasnobirka (ukrainisch Краснобірка; russisch Красноборка Krasnoborka) ist ein Dorf im Osten der ukrainischen Oblast Schytomyr mit etwa 970 Einwohnern (2004).
Die Ortschaft liegt an der Territorialstraße T–06–08 etwa 80 km nordöstlich vom Oblastzentrum Schytomyr und 14 km nördlich vom ehemaligen Rajonzentrum Radomyschl.
Am 16. Mai 2017 wurde das Dorf ein Teil der neugegründeten Stadtgemeinde Radomyschl, bis dahin bildete es zusammen mit dem Dorf Krasnosilka (Красносілка) die gleichnamige Landratsgemeinde Krasnobirka (Краснобірська сільська рада/Krasnobirska silska rada) im Zentrum des Rajons Radomyschl.
Am 17. Juli 2020 kam es im Zuge einer großen Rajonsreform zum Anschluss des Rajonsgebietes an den Rajon Schytomyr.